# 燕號列車 (在來線)
燕號列車是由鐵道省隨後的日本國有鐵道（國鐵）和九州旅客鐵道（JR九州）營運的特急列車。
此條目主要記述於鐵道省與國鐵時代的「燕」號列車、於同一區間行走的姊妹特急「鳩」，以及於中國大陸滿洲（中國東北部）行走，由南滿洲鐵道（滿鐵）營運的特急「鳩」。
另外，有關現時於JR九州九州新幹線中行走的「燕」，以及其新幹線前身，於JR九州在來線上行走的特急「燕」和「接力燕」，本條目中只會進行概述，詳情參見「燕號列車」。

## 概要
在1930年（昭和5年）10月至1943年（昭和18年）10月之間，「燕」由鐵道省營運。在第二次世界大戰後的1950年（昭和25年）10月至1964年（昭和39年）東海道新幹線開業前，「燕」由日本國有鐵道（國鐵）營運並只行走在東海道本線。當時的「燕」是日本著名列車。在東海道新幹線開業後至1975年（昭和50年）3月前，「燕」的營運範圍向西移動，從大阪地區出發，主要途經山陽本線和鹿兒島本線，最終到達西鹿兒島站。後來隨著山陽新幹線博多站開業後一度被廢除。
隨後20年均沒有「燕」號列車行駛（不計算臨時列車與團體列車等復活班次，參見#復活運輸）。直至國鐵分割民營化後的1992年（平成4年）7月，JR九州開設特急「燕」。後來在2004年（平成16年）3月，九州新幹線開業後繼續使用「燕」這個名稱。

## 戰前的「燕」、「鳩」

### 鐵道省「燕」

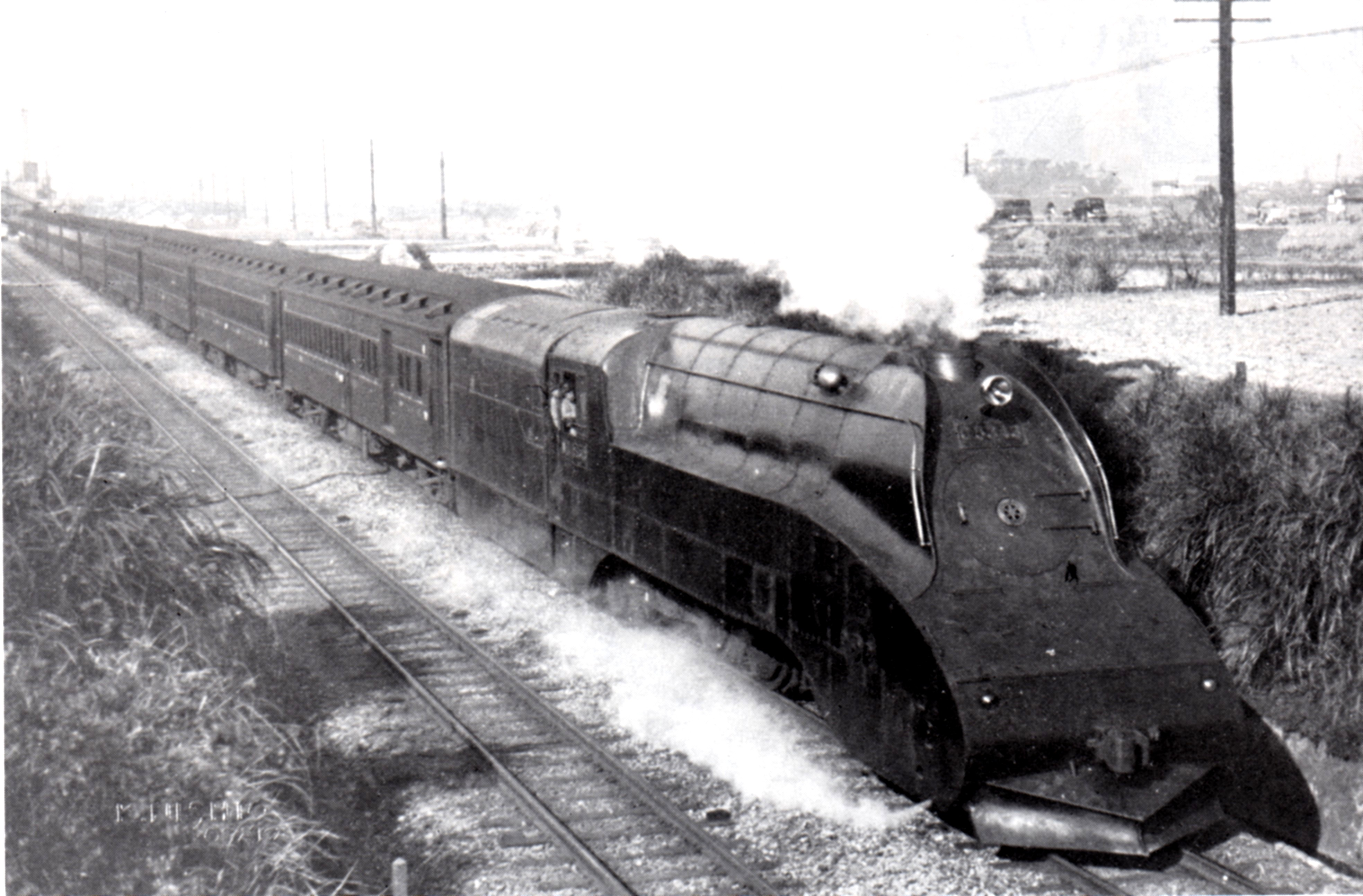
流線型日本國鐵C53形蒸氣機車正在牽引特急「燕」回廠（西明石站 1934年12月）

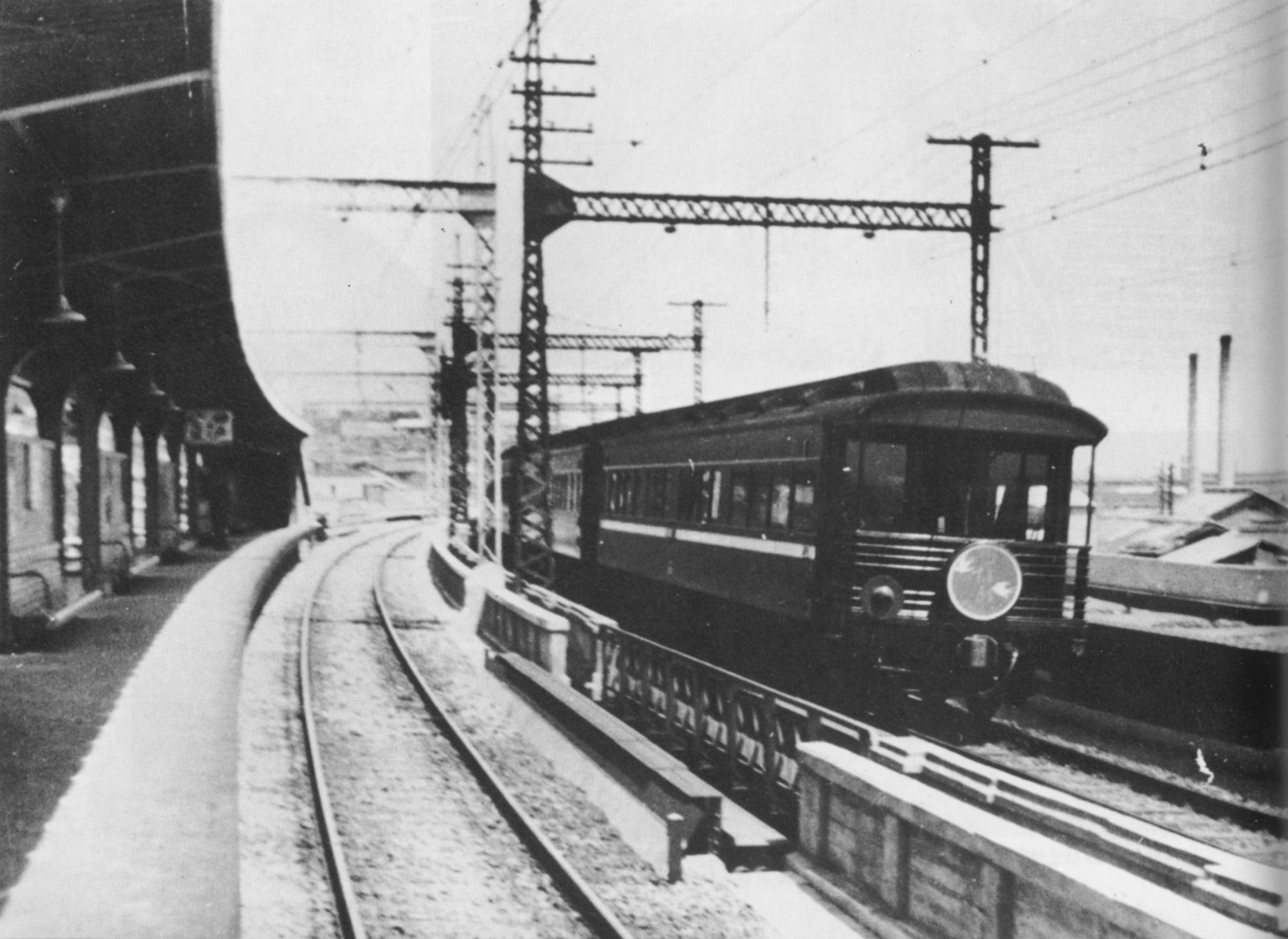
在阪急的春日野道站月台上觀看特急「燕」的展望車廂（1936年4月）

在1930年（昭和5年）10月，開設了特急「燕」，行走於東京站至神戶站之間。當時列車最高時速為95 km/h，列車平均時速為65.5 km/h。行車時間比特急「富士」短約2小時20分。乘坐「燕」來往東京站至神戶站之間只需時9小時。「燕」列車中設有行李車廂、2輛三等車廂、餐車、2輛二等車廂和一等展望車廂。由於該列車速度較快，因此被稱為「超特急」。車費方面，三等為6日圓30錢，二等為12日圓60錢，一等為18日圓90錢。
「燕」這個列車名稱，與同期行走的「富士」、「櫻」一樣。於1929年（昭和4年）公開招募特急列車名稱時選出來。在1937年（昭和12年）7月，開設了「燕」的姊妹列車「鷗」，該列車行走於東京站至神戶站之間。後來由於太平洋戰爭激烈化，在1943年（昭和18年）2月，「燕」的運輸區間縮短為東京站至大阪站之間，同時「鷗」被廢除。同年10月，戰爭更轉趨激烈，使「燕」也被廢除。在1936年（昭和11年），當時計劃把「燕」延長行駛至下關站，這個計劃在後述提及把山陽本線的路軌變為重路軌後才執行。在當時計劃中，「燕」會使用C53形蒸氣機車牽引客車，從神戶繼續出發，停靠姬路站、岡山站和廣島站，東京站至下關站之間的行車時間為15小時。
在「燕」運行之際，為了提高列車於高速行走時的穩定性，使用重路軌是不可欠缺的。在昭和初期，部分幹線的路軌規格是50 kg/m，而其餘許多幹線的路軌規格為37 kg/m。在1928年（昭和3年），八幡製鐵所可製造50 kg/m的路軌，因此東海道本線全線的路軌被更換為50 kg/m的路軌，使「燕」可高速行駛。另外，為了讓餐車與一等車廂在行走時更穩定，這些車輛使用了3軸轉向車架。

#### 使用車輛
「燕」與當時其他長距離列車一樣，由機車牽引客車。但是「富士」只設有一、二等車廂，「櫻」只設有三等車廂，而「燕」則設有一、二、三等車廂，以及西式餐車，為首架列車擁有三個車廂等級。本來最尾的車廂預定連結一等展望車，但是由於製造商未能趕及製造新的展望車，因此在1931年（昭和6年）9月前，使用了頭等臥鋪車廂當作座位使用。來自山陽鐵道的結城弘毅被運輸課長召換並對「燕」進行指揮，使「燕」能夠準時到達大阪站，並且能夠節約用煤而得到加許。
「燕」作為一列最快的列車，因而人氣十分高。人們很早已經希望能夠增加車廂，但是經過反複試驗，C51形+水槽車最多只能牽引7輛車廂。在1931年（昭和6年）12月起，於同一時段加開行走於東京站至大阪站之間的臨時列車「臨時燕」，以二、三等車廂編成。在1934年（昭和9年）12月以後改名為「不定期燕」。該臨時列車班次一直存在，直至1942年（昭和17年）為止。在部分時期，「不定期燕」會連結頭等臥鋪車輛當作座位使用。

#### 提高速度的手段
為了把「燕」的行車時間縮短，當局推出了許多未曾實施的安排：
省略交換機車
在1930年（昭和5年）10月「燕」開始運行時，當時東海道本線東京站至國府津站之間已經電氣化。一直以來，特急、急行列車會在國府津站進行交換機車作業（電力機車和蒸氣機車互相交換）。但是，「燕」為了省去交換時間，於東京站至名古屋站之間全段使用C51形蒸氣機車（名古屋站以西由梅小路機關庫配置的C51形牽引）。在國府津站至名古屋站之間，「富士」、「櫻」早已選擇性能較強的C53形，但是該款機車有機會因曲柄位置問題使不能把列車起動，為了避免影響時間表過密的東京近郊區間，因此使用了穩定性較高的C51形。在1934年（昭和9年）12月，丹那隧道開通後，東京站至沼津站之間由電力機車牽引，沼津以西由C53形蒸氣機車牽引，「燕」便於沼津交換機車。
省略停車加水
蒸氣機車需要較多水以便用於鍋爐中，因此在行走一段區間後，需要停車補充水。而「燕」所使用的C51形設有專用水槽車（後來使用MiKi20形運載水），因此中途不需要停車加水。但是由於水槽車的重量十分重，因此在高速化和增強運輸能力上遇到障礙。「燕」便於1932年（昭和7年）3月起停靠靜岡站並且於該站加水，使不再需要連結水槽車，同時有能力增加多1輛三等車廂。關於這個供水問題，鐵道省用了很多心機想辦法解決，甚至提出一些奇怪的想法「於路軌旁放置一排水箱，並且設有管道面向路軌，在列車行駛時，水箱的水便可經管道射向列車中的水槽車」，但這個想法沒有被實現。
輔助機車迅速連結與分離
在開始運行當初，「燕」途經其中一段東海道本線（即現今的御殿場線）中，設有斜度達25 ‰的陡峭山區地帶。因此，下行列車從國府津站起，上行列車從沼津起，直至御殿場站前必需連結輔助機車。而「燕」的連結作業時間只需30秒便完成，而分離輔助機車作業方面，「燕」會在御殿場站附近通過時進行。在開始行走當初，「燕」的下行班次在國府津至名古屋之間，上行在名古屋至沼津完全不停站。這個輔助機車連結安排在1934年（昭和9年）12月丹那隧道開通後便取消。另一方面，大垣站至關原站之間也有斜度達25 ‰的路段。但是由於只有一個方向才設有這個坡度，因此只限下行列車才需要在大垣站連結輔助機車。而在大垣站的連結作業與國府津站、沼津站同樣，只需要停車30秒便完成作業。隨後列車到達斜坡終點處附近（大約為柏原站附近）時，輔助機車便會自行分離。
在行駛中進行乘務員交班
在不停站區間中，列車不會停下來進行乘務員交班作業。下一組交替的列車司機與司爐會在機車後方的客車內等待，在準備交班時，他們會走過在水槽車外側的踏板和煤水車內經改造的通道（由於受到車輛斷面界限的限制，他們只能蹲下通過），最後到達駕駛艙進行交班。當時雖然在營運期間沒有發生事故，但是這樣交班方法十分危險。最後在1932年（昭和7年）3月起，列車於靜岡停靠補水時同時進行乘務員交班。

#### 比「燕」還要快的電動列車
雖然「燕」是一架超特急列車，但是在客車時代，「燕」的速度還比不上當時的高性能電動列車，以下為兩件曾經發生的軼事。
追越「燕」的電動列車
新京阪鐵道新京阪線（後來與母公司京阪電氣鐵道合併後，變為現時的阪急電鐵京都本線）使用P-6形（DeI100形）電動列車行走「超特急」列車班次。在1930年代，於山崎站附近的東海道本線與新京阪線並行區間中，曾經發生P-6形電動列車追過「燕」的情況。
有關詳情，可參見新京阪鐵道P-6形電動列車#追過「燕」的傳説。
比「燕」更快的省線電動列車
在1934年（昭和9年）7月20日，吹田站至須磨站之間的省線電氣化，並開始使用MoHa42形行走。在2年後的1936年（昭和11年），新製造的MoHa52形投入服務，電氣化區間延長至京都站。為了與私鐵進行競爭，當初於同一區間中，電動列車所編定的時間比燕還要短。
有關詳情，可參見關西急電。

#### 天災時繞道行駛
在1935年（昭和10年）8月10日，於大阪府一帶發生雨災，使東海道本線不能通行。翌日8月11日起，特急「燕」從東京出發後，於近畿地區附近開始改經關西本線、城東貨物線、吹田操車場、宮原操車場、東海道線和北方貨物線，於塚本信號所再次駛入東海道線繼續前往神戶站。在這個繞道之下，「燕」原本停靠大阪站變為停靠天王寺站。

### 南滿洲鐵道「鳩」
在當時，「燕」作為日本特急列車代表之際，滿洲也開設急行列車「鳩」。
當時，日本的國策會社南滿洲鐵道（滿鐵）於1932年開設急行列車「鳩」，該列車行走於大連站至長春站（在滿洲國成立時成為首都，同年改名為“新京”）之間。
當初，「鳩」為滿鐵優等列車之代表。在1934年11月，使用高級設備列車行走，以及更高速的特急「亞細亞」登場，使滿洲的代表列車由其取代。隨後，「鳩」提高行車速度。截至1939年11月，大連站至新京站之間的行車時間只需10小時20分，表定速度為68.4 km/h。「亞細亞」使用「PaShiNa」蒸汽機車牽引，該機車是一架被雷蒙德·洛威讚賞的流線型機車，而「鳩」使用滿鐵最後開發的蒸氣機車「PaShiHa」牽引。而PaShiHa也會牽引滿洲國皇帝的「皇家列車」。
後來隨著第二次世界大戰戰況惡化，在1943年2月，「亞細亞」被廢除，「鳩」的速度也下降。「鳩」在1945年8月被蘇聯軍入侵滿洲前仍然繼續運行。而「亞細亞」被廢除後，「鳩」使用了「亞細亞」的車輛行走。
在蘇聯侵佔後，滿鐵由中國長春鐵路接管。於滿洲時期營運的「鳩」自此廢除。1架「亞細亞」牽引機車PaShiNa近年存放在舊大連車廠中，後來遷移至瀋陽機車展示館（本來該處已經存放了1架PaShiNa）。在該處還可看見1輛PaShiHa，其機車上的鐘還保留下來。

## 戰後的國鐵「燕」和「鳩」

### 東海道本線特急「燕」和「鳩」

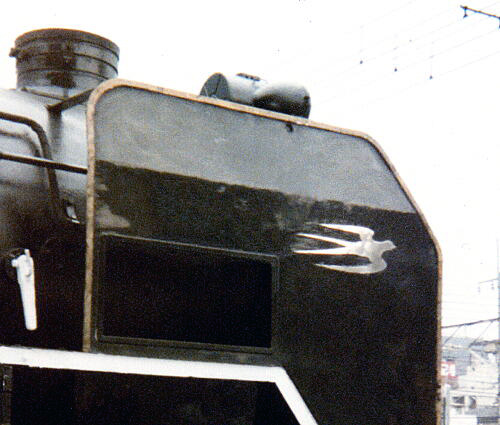
C62 2　東海道本線特急「燕」牽引的機車側邊掛上了「燕天使」

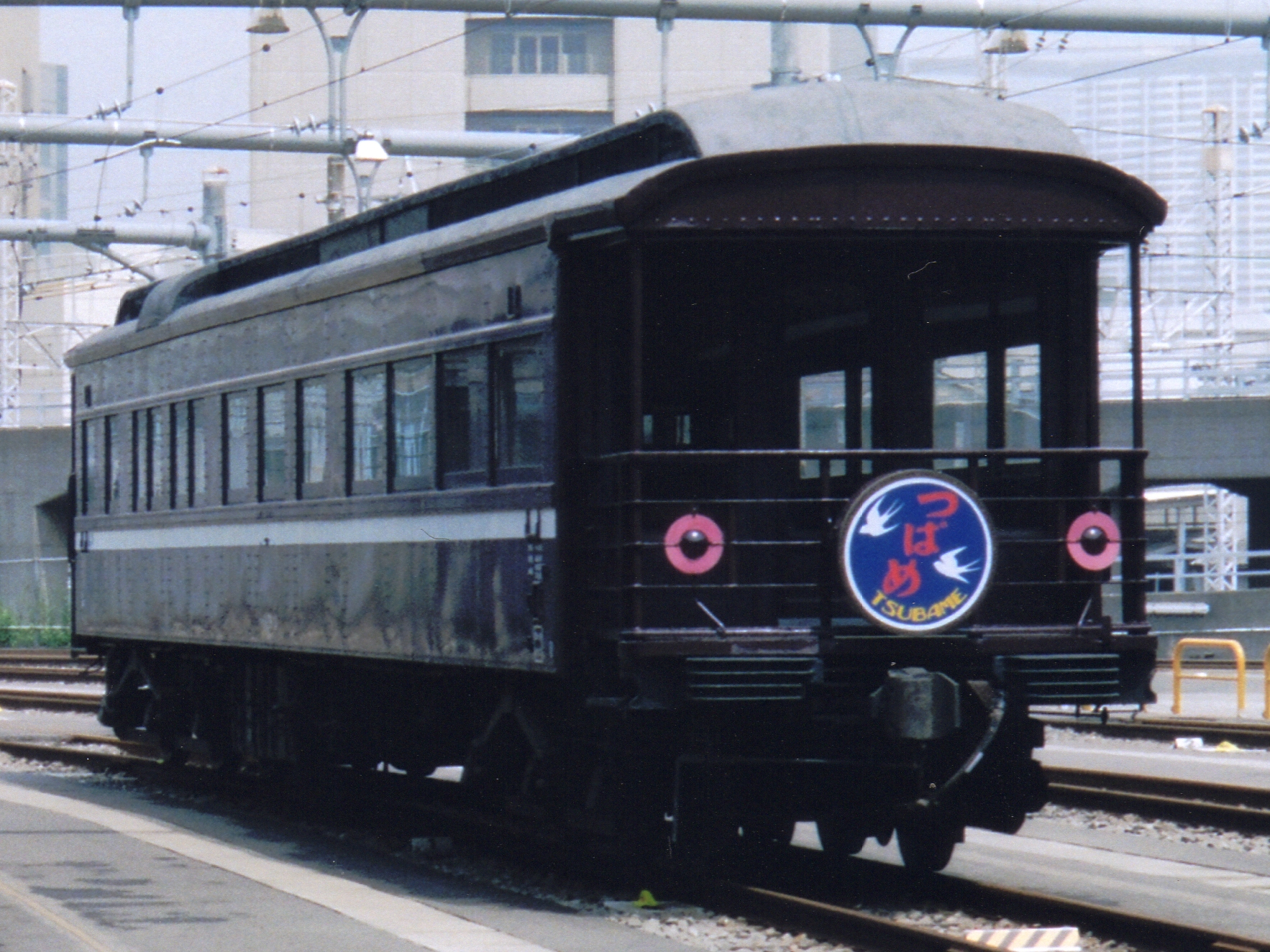
「燕」的其中一個車廂MaITe39形

戰後首個國鐵特急為行走於東京站至大阪站之間的特急「平和」，該列車在1949年9月起開始行走。後來經過公開招募愛稱下，於翌年1950年1月改名為「燕」。在1950年5月，「燕」的姊妹列車特急「鳩」登場。在當初，「燕」和「鳩」行走於東京站至大阪站之間需時9小時。同年10月時間表修正縮短至8小時。在1956年11月，東海道本線全線電氣化後，行車時間再縮短至7小時30分。
「燕」和「鳩」均連結頭等展望車廂（MaITe39形、MaITe49形、MaITe58形）。在1950年4月11日起開始連結特別二等車廂，當中座位為躺椅，並成為當時日本的代表列車。另外，當時車內設有女性乘務員於車內服務，這些乘務員被稱為『燕Girl』和『鳩Girl』。而三等車廂方面，在1951年10月起設計了特急專用的三等車廂，以取代SuHa44形客車，該客車為固定式雙人座位，座位只有一個方向。
隨著前往關西的旅客急增，當時十分難取得一張特急票。在1950年11月，一名黃牛把一張原價400日圓的特急票，以900日圓轉售他人而逮捕。
在實際運行之際，由於上下行列車的最後一卡必須連結展望車廂，因此東京和大阪兩邊需要途經三角線以把整抽列車掉頭，花費了時間和精力把列車改變方向。「燕」和「鳩」主要由C62形、C59形蒸氣機車和EF58形牽引。關於上述提及在大垣站至關原站之間的斜坡區間，在1944年10月，開設了途經新垂井站的下行繞道線，該路段的坡度較小，使「燕」和「鳩」於戰後起開始繞經該處，不再需要連結補機。

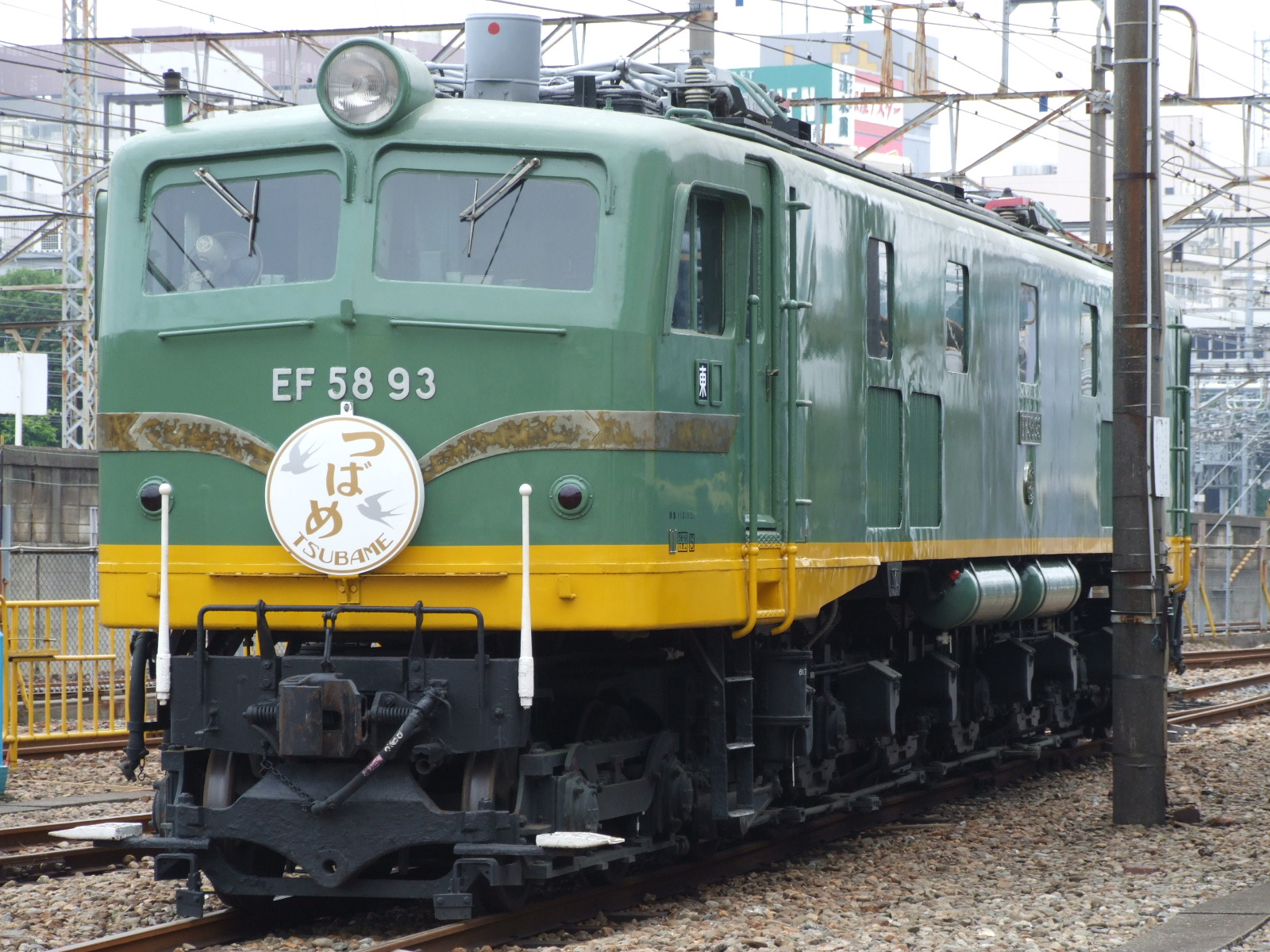
青大將塗裝的EF58形

在東海道本線全線電氣化時，「燕」和「鳩」改用EF58形電力機車牽引客車行走。該機車的標準色由原來的葡萄色（深棕色）變為翡翠綠色（淡綠5號）。當時在這個機車顏色下，該編成被稱為「青大將」。
在1958年11月起，特急「回聲」開始行走，該列車使用國鐵首架特急形電動列車151系。由於電動列車在速度和設備水平上，遠勝使用由機車牽引舊式客車的「燕」和「鳩」。因此在1960年6月起，「燕」的車輛也改用151系電動列車，並增加至2個往返班次（其中1個往返班次於神戶站到發）。同時，東京站至大阪站之間的所需時間縮短至6小時30分。列車中不再設有一等展望車，取而代之為連結二等特別席車「客廳車廂」。另外，「鳩」一度被併入至「燕」而暫時被消滅。在翌年1961年10月時間表修正時，特急「鳩」再度登場，「鳩」於當日起行走於東京站至大阪站之間，並使用電動列車行走。同時，「燕」的2個往返班次均於大阪站到發。
在1962年6月，山陽本線電氣化區間延伸至廣島站。「燕」的1個往返班次從大阪站到發延長至於廣島站到發。使「燕」的單程行走距離達到約900公里。該延長安排實際上是取代於前年1961年10月時間表修正中新設的柴油列車特急「平和」（行走於大阪站至廣島站之間），使「平和」因被取代而被廢除。
在延長至廣島後，由於中途會途經山陽本線瀨野站至八本松站之間，被稱為「瀨野八」的斜坡區間。從廣島站出發的上行列車需要登上該斜坡。在「燕」延長至廣島前，「燕」的使用列車151系電動列車先行在瀨野八試行，在超負荷的情況下登坡時，各動力車廂的電機異常過熱，使單獨以電動列車登坡是不可能的。由於那些151系（東海道線款式）本來只於較平坦的東海道線上行走，因此於瀨野八便造成動力不足。
因此在實際行走時，雖然電動列車可自行行走，但是經過「瀨野八」區間需仍額外需要連結補機才能登上該斜坡。補機方面使用了EF61形，在廣島站至八本松站之間從車尾推動列車上斜。

### 山陽本線、鹿兒島本線的特急
在1964年10月，東海道新幹線開業，「燕」和「鳩」改為行走於新大阪站至博多站之間。乘客可乘坐新幹線於新大阪轉乘「燕」、「鳩」和「鷗」各日間行走之列車前往九州。而上述3架列車會被稱為。使用車輛方面，於直流電區間中繼續使用151系電動列車，而在交流電區間（即九州內）則由EF30形（只限關門隧道區間）和ED73形電力機車牽引。在機車牽引區間期間，車內電源是來自電源車SaYa420形。而瀨野八區間繼續會有補機連結。
在1965年10月，「燕」的運輸區間改為名古屋站至熊本站之間。使當時的「燕」在整個歷史中成為行走最長距離的區間。同時，「燕」和「鳩」的車輛改用交直兩用型的481系。使「燕」和「鳩」不再需要任何機車輔助下，可直接駛入交流電和直流電區間。途經「瀨野八」時，也不需要連結補機也能夠登上該斜坡路段。
在1968年10月起，「燕」和「鳩」開始使用寢台電動列車581系、583系。
在1972年3月，山陽新幹線岡山站啟用後。「燕」的運輸區間改為岡山站至博多站/熊本站之間，「鳩」的運輸區間改為岡山站至下關站之間。在半年後的同年10月，「燕」、「鳩」、「潮路」一同指定為L特急。在1973年10月，使用581系、583系的「燕」之運輸區間延長至西鹿兒島站（現時：鹿兒島中央站）。
在1975年3月10日，山陽新幹線博多站啟用後，「燕」和「鳩」被廢除。使國鐵的「燕」從此完結。

## JR九州的特急與新幹線
在1992年7月，於鹿兒島本線上行走的特急「有明」中，把於西鹿兒島站（現時：鹿兒島中央站）到發的班次分離，這些班次改名為「燕」。當中「燕」是使用787系電動列車行走，並且附設自助餐室和設有名為「燕Lady」的列車服務員。在2004年3月九州新幹線開業之際，「燕」這個名稱使用在新幹線的班次上。而接駁新幹線的在來線特急列車則名為「接力燕」。同時，上述提及787系電動列車中的自助餐室被廢除，並且改裝為座位車廂。
九州新幹線的「燕」這個名稱是在公開招募下決定，但是最多人投選的名稱是「隼人」，「燕」是排第五位。可是當局使用了「燕」這個名稱，這是由於家燕有著一個速度感的形象，加上在早春時期，家燕會從南方向北飛，適合九州新幹線的形象（從南邊的鹿兒島北上）。不使用「隼人」的原因是該名稱只是有強烈的鹿兒島縣形象，而不是有整體九州的形象，加上「隼人」的發音與平假名與東北新幹線「疾風」的發音與平假名相近。
後來在2011年3月12日，九州新幹線博多至新八代之間開通後。於九州新幹線中，除了「燕」還有新加2個列車名稱（「瑞穗」和「櫻」）。而「燕」則為於九州新幹線內各站停車的列車名稱。

## 「燕」的符號標記

### 國鐵的符號標記

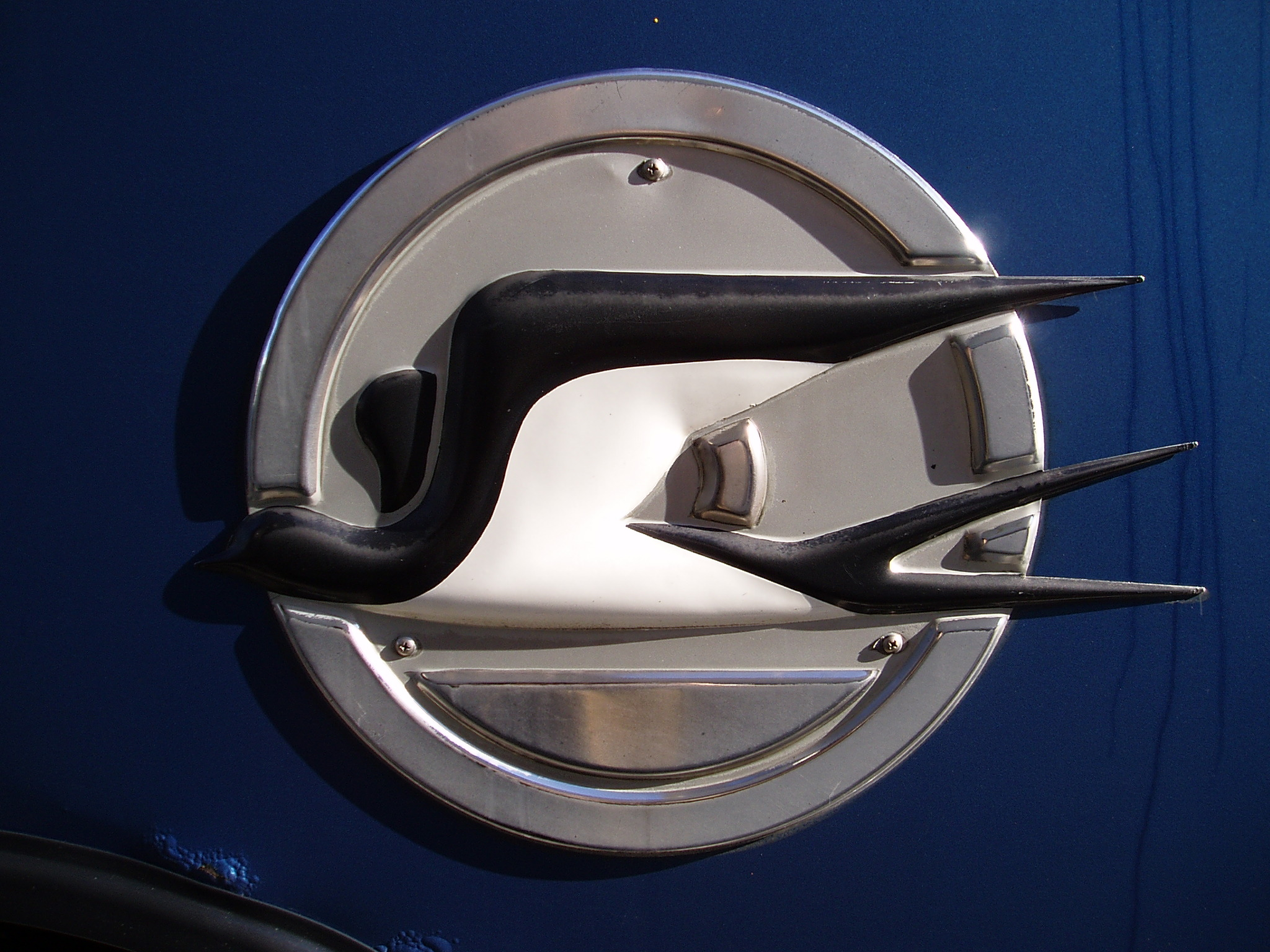
在國鐵巴士上會有「燕」的符號標記

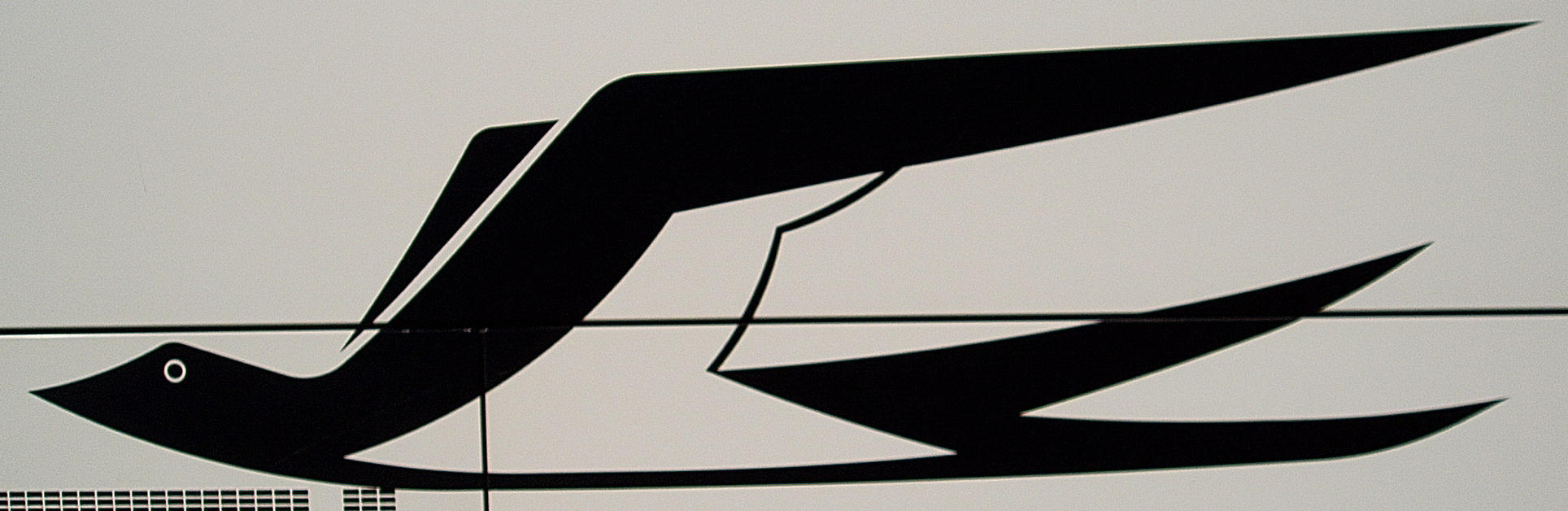
在JR巴士上會有「燕」的符號標記

日本職棒中央聯盟球隊東京養樂多燕子的愛稱為。該愛稱是來自1950年代國鐵特急「燕」。該球團前身是由國鐵的外部公司財團法人鐵道協力會作為核心，與財團法人鐵道弘濟會、日本通運和日本交通公社等企業成立「國鐵棒球株式會社」，當時的球隊名稱是「國鐵燕子隊」。後來，球隊經營權變過數次轉讓後，球隊愛稱變為。
除此之外，舊國鐵還把燕子作為符號標記。當中，國鐵巴士的車身會印有「燕」的符號標記，該圖案是由一個驅動輪上描繪了一隻燕子。在國有鐵道變為公營機構時公開招募符號標記設計，並於1950年10月14日決定設計。這個符號標記在國鐵末期被更改了，而後來的JR九州和JR巴士集團繼承了這個設計。

### JR九州的符號標記
在JR分社化後，JR巴士和JR九州繼承這「燕」的符號標記。水戶岡銳治把「燕」的符號標記重新設計，並印在JR九州的列車車身上，這些列車包括787系、783系翻新車、813系、KiHa125系、KiHa200系、303系和815系。在民營化後的JR九州初期，「燕」的符號標記發揮了作用。
在九州新幹線開業後，800系新幹線使用了專用的符號標記，當中也出現了2隻燕子，並且使用了平假名書寫（燕）。在九州新幹線全線開通後，水戶岡銳治設計了「AROUND THE KYUSHU」標誌，該標誌中有8隻燕子，代表九州7縣加1個JR九州。該標誌在新幹線、在來線特急（783系車內，不再行走接力燕的787系，部分883系、885系和KiHa185系一般車廂）上使用。除了車輛外，乘務員的外套、車內設計、給投資者的IR資料、社長向媒體會見時用的背景板，均會看見該標誌。另外，2017年的新制服上也會看見該標誌。

## 年表

### 太平洋戰争前的超特急「燕」
- 1930年（昭和5年）10月：開設行走於東京站至神戶站之間的超特急「燕」，途經東海道本線。
- 1931年（昭和6年）12月：開設連結二、三等車廂的臨時列車「臨時燕」，行走於東京站至大阪站之間。
- 1934年（昭和7年）12月：「臨時燕」改名為「不定期燕」，在部分時期把頭等臥鋪車廂當作座位使用。
- 1934年（昭和9年）12月：隨著丹那隧道開通，東海道本線改經熱海站。使距離大幅縮短，斜度有所緩和。東京站至大阪站之間的行車時間縮短至8小時。這個紀錄在1956年（昭和31年）11月東海道本線全線電氣化前（22年之間）都沒有被打破。
- 1936年（昭和11年）8月：「燕」開始連結國鐵首個裝配空調的新餐車SuShi37850形（日语：国鉄オハ35系客車）。
  - 這個空調設備的電力是來自行車時的車軸，但是該裝置時常發生故障，反複試驗了數年。
- 1937年（昭和12年）7月：「燕」的姊妹列車「鷗」登場，行走於東京站至神戶站之間。全段的行車時間比「燕」長20分鐘。
- 1940年（昭和15年）：餐食的空調設備停用[注 19]。
- 1942年（昭和17年）11月：「不定期燕」被廢除。
- 1943年（昭和18年）2月：「燕」在太平洋戰爭激烈化下縮短至行走於東京站至大阪站之間。「鷗」被廢除。同年7月，「特急」被改稱為「第一種急行」，「急行」被改稱為「第二種急行」。但是，隨著戰況更激烈化，於同年10月，「燕」被廢除。

### 太平洋戰爭後之展開

#### 東海道本線特急「燕」、「鳩」
- 1949年（昭和24年）9月：開設了戰後首架國鐵特急「平和」，行走於東京站至大阪站之間。
- 1950年（昭和25年）
  - 1月：「平和」改名為「燕」。
  - 5月：開設「燕」的姊妹列車，特急「鳩」。
- 1956年（昭和31年）11月：東海道本線全線電氣化。東京站至大阪站之間的所需時間縮短至7小時30分。
- 1960年（昭和35年）6月：「燕」改用151系電動列車，並且增至2個往返班次（1個往返班次於神戶站到發）。東京站至大阪站之間的所需時間縮短至6小時30分。當時「鳩」的班次編入至「燕」，使「鳩」一度被消滅。
- 1961年（昭和36年）10月：再次開設特急「鳩」，行走於東京站至大阪站之間，並使用電動列車行走。而「燕」的2個往返班次改於大阪站到發。
- 1962年（昭和37年）6月：隨著山陽本線電氣化區間延長至廣島站，「燕」的1個往返班次延長至廣島站。在前年10月時間表修正中，行走於大阪站至廣島站之間的特急「平和」被廢除。

#### 山陽本線、鹿兒島本線電車特急「燕」、「鳩」
- 1964年（昭和39年）10月：東海道新幹線開業。「燕」和「鳩」的運輸區間改為新大阪站至博多站之間。
- 1965年（昭和40年）10月：「燕」改為行走於名古屋站至熊本站之間。使當時的「燕」在整個歷史中成為行走最長距離的區間。
- 1968年（昭和43年）10月起：「燕」、「鳩」改用臥鋪電動列車581系、583系（日语：国鉄583系電車）。從當時起，「燕」和「鳩」的定位由「特別的列車」變為「大眾列車」，以便增加班次。
- 1972年（昭和47年）3月：山陽新幹線岡山站開業。「燕」改為行走於岡山站至博多站/熊本站之間。「鳩」改為行走於岡山站至下關站之間。在半年後的同年10月，「燕」、「鳩」和「潮路」一同指定為L特急。
- 1973年（昭和48年）10月：「燕」的運輸區間延長至西鹿兒島站（現時：鹿兒島中央站）。
- 1975年（昭和50年）3月10日：隨著山陽新幹線博多站開業，實施名為「50·10（日语：ゴーマルサン）」的時間表修正，「燕」和「鳩」被廢除。

### 復活運輸

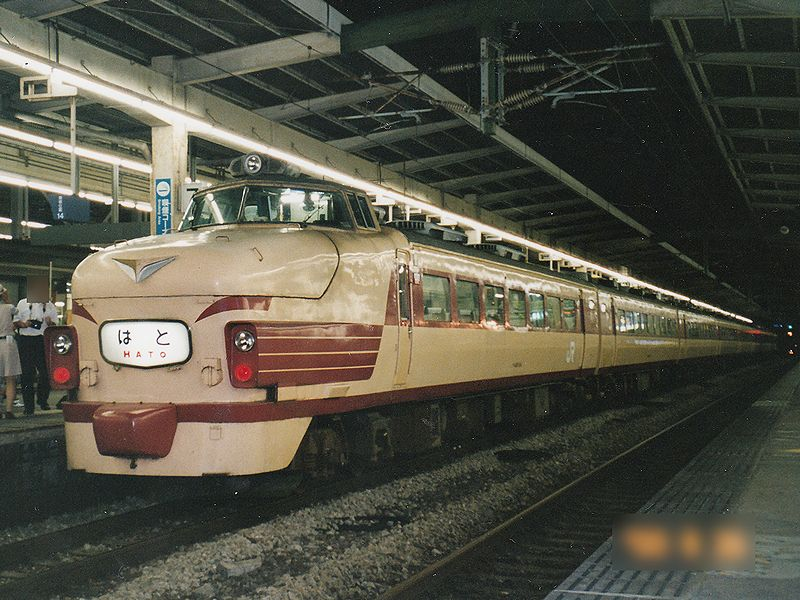
2000年8月26日行駛的復活「鳩」

在「燕」和「鳩」被廢除後，國鐵與後來的JR曾經開設復活班次，這些班次都是臨時列車或團體專用列車。
- 1981年（昭和56年）7月25日（下行）、7月26日（上行）：國鐵開設臨時列車「燕」，行走於東京站至大阪站之間。該班次使用14系座位車廂，並連結餐車（OShi14形）。整個區間由EF58形61號機牽引。當時，10名學習院大學女大學生穿著當時「燕Girl」的制服，於車內乘務。

| 復活「燕」編成 |                     |                     |                     |                     |                     |                     |                     |                     |                     |                     |                     |                     |                     |
| ←大阪方向東京方向→ |                     |                     |                     |                     |                     |                     |                     |                     |                     |                     |                     |                     |                     |
| \| 車廂編號 \| 1 \| 2 \| 3 \| 4 \| 5 \| 6 \| 7 \| 8 \| 9 \| 10 \| 11 \| 12 \| 13 \| \| 客車款式 \| SuHaFu14 38 \| OHa14 176 \| OHa14 136 \| OHa14 24 \| OHa14 165 \| OHaFu15 47 \| SuHaFu14 39 \| OShi14 12 \| OHa14 137 \| OHa14 22 \| OHa14 133 \| OHa14 129 \| SuHaFu14 52 \| \| 機車 \| 來回班次都是EF58 61 \| 來回班次都是EF58 61 \| 來回班次都是EF58 61 \| 來回班次都是EF58 61 \| 來回班次都是EF58 61 \| 來回班次都是EF58 61 \| 來回班次都是EF58 61 \| 來回班次都是EF58 61 \| 來回班次都是EF58 61 \| 來回班次都是EF58 61 \| 來回班次都是EF58 61 \| 來回班次都是EF58 61 \| 來回班次都是EF58 61 \| |                     |                     |                     |                     |                     |                     |                     |                     |                     |                     |                     |                     |                     |
| 車廂編號 | 1                   | 2                   | 3                   | 4                   | 5                   | 6                   | 7                   | 8                   | 9                   | 10                  | 11                  | 12                  | 13                  |
| 客車款式 | SuHaFu14 38         | OHa14 176           | OHa14 136           | OHa14 24            | OHa14 165           | OHaFu15 47          | SuHaFu14 39         | OShi14 12           | OHa14 137           | OHa14 22            | OHa14 133           | OHa14 129           | SuHaFu14 52         |
| 機車 | 來回班次都是EF58 61 | 來回班次都是EF58 61 | 來回班次都是EF58 61 | 來回班次都是EF58 61 | 來回班次都是EF58 61 | 來回班次都是EF58 61 | 來回班次都是EF58 61 | 來回班次都是EF58 61 | 來回班次都是EF58 61 | 來回班次都是EF58 61 | 來回班次都是EF58 61 | 來回班次都是EF58 61 | 來回班次都是EF58 61 |

- 1982年（昭和57年）7月24日（下行）、7月25日（上行）：國鐵開設臨時列車「鳩」（下行班次）和「燕」（上行班次），行走於東京站至大阪站之間。

| 復活「鳩」、「燕」編成 |                     |                     |                     |                     |                     |                     |                     |                     |                     |                     |                     |                     |                     |
| ←大阪方向東京方向→ |                     |                     |                     |                     |                     |                     |                     |                     |                     |                     |                     |                     |                     |
| \| 車廂編號 \| 1 \| 2 \| 3 \| 4 \| 5 \| 6 \| 7 \| 8 \| 9 \| 10 \| 11 \| 12 \| 13 \| \| 客車款式 \| SuHaFu14 38 \| OHa14 183 \| OHa14 178 \| OHa14 133 \| OHa14 180 \| OHaFu15 6 \| SuHaFu14 53 \| OShi14 13 \| OHa14 130 \| OHa14 179 \| OHa14 176 \| OHa14 21 \| SuHaFu14 61 \| \| 機車 \| 來回班次都是EF58 61 \| 來回班次都是EF58 61 \| 來回班次都是EF58 61 \| 來回班次都是EF58 61 \| 來回班次都是EF58 61 \| 來回班次都是EF58 61 \| 來回班次都是EF58 61 \| 來回班次都是EF58 61 \| 來回班次都是EF58 61 \| 來回班次都是EF58 61 \| 來回班次都是EF58 61 \| 來回班次都是EF58 61 \| 來回班次都是EF58 61 \| |                     |                     |                     |                     |                     |                     |                     |                     |                     |                     |                     |                     |                     |
| 車廂編號 | 1                   | 2                   | 3                   | 4                   | 5                   | 6                   | 7                   | 8                   | 9                   | 10                  | 11                  | 12                  | 13                  |
| 客車款式 | SuHaFu14 38         | OHa14 183           | OHa14 178           | OHa14 133           | OHa14 180           | OHaFu15 6           | SuHaFu14 53         | OShi14 13           | OHa14 130           | OHa14 179           | OHa14 176           | OHa14 21            | SuHaFu14 61         |
| 機車 | 來回班次都是EF58 61 | 來回班次都是EF58 61 | 來回班次都是EF58 61 | 來回班次都是EF58 61 | 來回班次都是EF58 61 | 來回班次都是EF58 61 | 來回班次都是EF58 61 | 來回班次都是EF58 61 | 來回班次都是EF58 61 | 來回班次都是EF58 61 | 來回班次都是EF58 61 | 來回班次都是EF58 61 | 來回班次都是EF58 61 |

- 2000年（平成12年）8月26日：隨著紀念山陽新幹線全線開業25周年，西日本旅客鐵道（JR西日本）開設「鳩」，從新大阪站單向前往博多站[26]。車輛方面使用JR西日本金澤綜合車輛所（日语：金沢総合車両所）的489系電動列車。
- 2002年（平成14年）5月19日：隨著紀念山陽新幹線岡山開業30周年，JR西日本開設「鳩」，從廣島站單向前往岡山站。
- 2004年（平成16年）10月2日（下行）、10月3日（上行）：隨著紀念東海道新幹線開業40周年，東日本旅客鐵道（JR東日本）開設「燕」，行走於品川站至名古屋站之間。車輛方面使用JR東日本秋田車輛中心（現時：秋田綜合車輛中心南秋田中心（日语：秋田総合車両センター南秋田センター））的583系電動列車（日语：国鉄583系電車）。
- 2012年（平成24年）2月1日（下行）、2月2日（上行）：隨著紀念門司港站車站大樓100周年暨九州鐵道紀念館10周年，九州旅客鐵道（JR九州）開設「鳩」（下行班次）和「燕」「上行班次」，行走於門司港站至八代站之間。該列車為團體臨時列車。車輛方面使用485系（車身顏色為國鐵色復原車）。

順帶一題，在1987年（昭和62年）3月31日行走的團體列車「出發JR西日本號」中，展望車是連結「MaITe49形客車」，該車輛的尾牌模仿了客車時代的「燕」的圖案。詳細參見出發JR號#出發JR西日本號。

## 注腳

## 外部連結
- 紀錄片《つばめを動かす人たち （页面存档备份，存于）》製作：日映科學映畫製作所（日语：日映科学映画製作所） 1954年（昭和29年） 黑白電影 24分鐘
  - 這部短篇電影主要拍攝當時1954年的特急「燕」。片中不只看到乘務員，還可到其他職員，包括輸送司令員、機修工和維護路軌工人。片中拍攝的班次是早上9時正從東京站出發的下行列車（日语：1946年-1960年の国鉄ダイヤ改正），當中可看見職員的工作情況，展望車與餐食中乘客的樣子，以及車窗外的風景。
在電影初段可看見車輛維護的情況，列車司機開始執勤的情況，不載客列車的情況，以及「燕Girl」於客車內準備作業的情況。在運送旅客途中，發生了小貨車闖入平交道口，使列車需要鳴起汽车喇叭並執行制動操作以作避險。列車中途在名古屋站交換機車，由EF58形電力機車更換為C62形蒸氣機車。到達大阪站後，宮原機關區（日语：宮原機関区）的司機會為蒸氣機車進行維護，而電影就在這個片段後完結。
這個作品在2015年起，由科學映像館（日语：科学映像館）（NPO法人 科學映像館支援團隊）上載至互聯網上免費觀看 （页面存档备份，存于）。